# RIM-162导弹

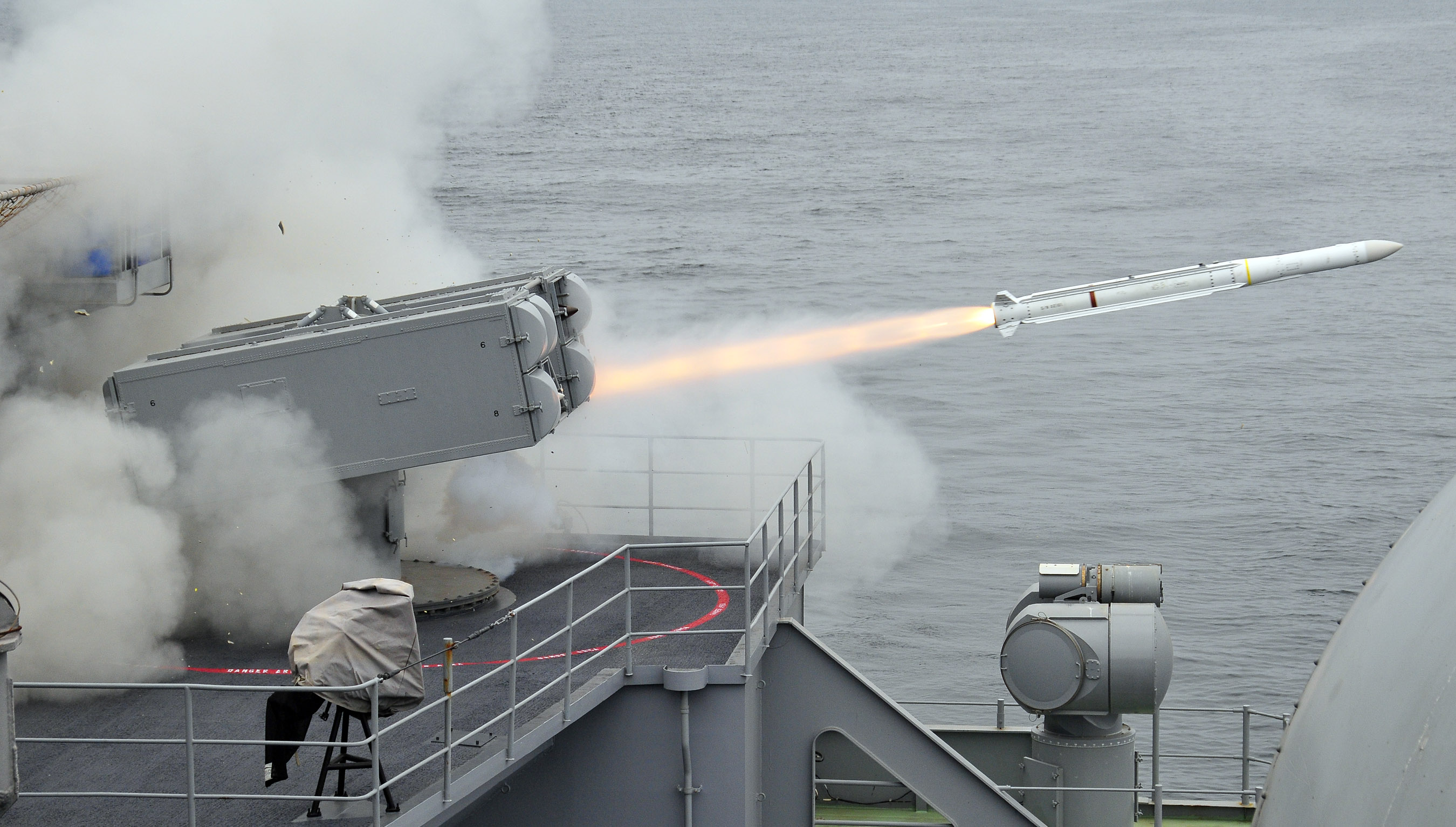
自美國海軍卡爾文森號航空母艦上使用Mk 29飛彈發射器發射的RIM-162

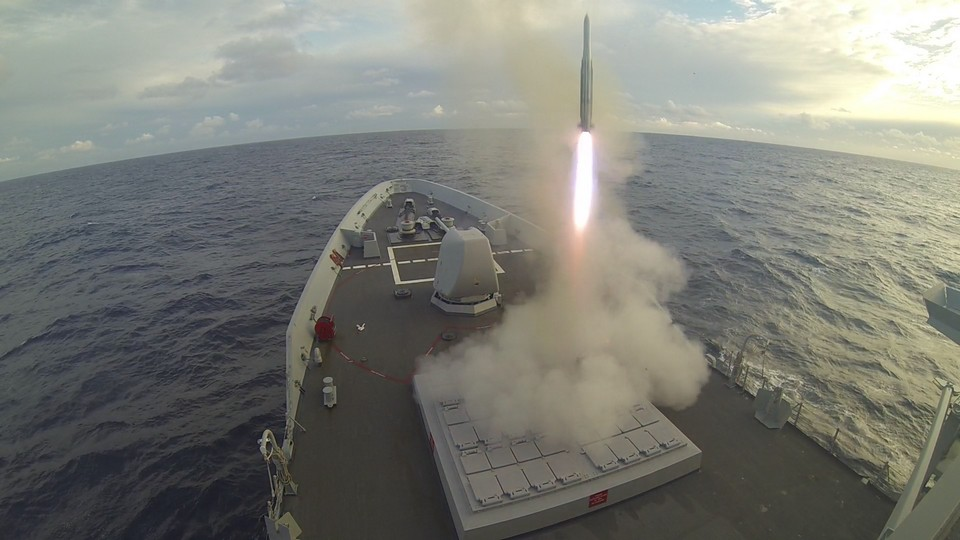
自西班牙海軍阿爾瓦羅·巴贊級巡防艦艾爾瓦洛·迪·巴贊號(F-101)上使用Mark 41垂直發射系統發射的RIM-162

RIM-162改進型海麻雀導彈（RIM-162 Evolved SeaSparrow Missile, ESSM）是一種用於保護船隻攻擊導彈和飛機的RIM-7海麻雀导弹的發展形。 ESSM是設計來對付超音速反艦導彈。為了配合Mk 41垂直發射系統，MK-25四合一發射箱被開發出來，每個MK-25能容納四枚ESSM；每個MK-41發射管可裝入一個MK-25發射器。另外，ESSM還可以被MK-29Mod4&5、MK-48VLS和MK-56VLS發射。
許多國家正在使用或計劃使用ESSM。已裝備ESSM國家有美國、澳大利亞、加拿大、德國、土耳其、希臘、日本、丹麥、荷蘭、阿拉伯聯合大公國、泰國、墨西哥、挪威和西班牙等。

## 版本

### Block 1
- RIM-162A

裝備於擁有MK-41垂直發射系統與AN/SPY-1相位陣列雷達的神盾艦艇，使用S波段雙向資料鏈，由S波段的SPY-1列雷達負責上鏈傳輸，並且定期將本身位置資訊下鏈傳輸給發射艦進行計算修正。
- RIM-162B

是為 韓國KDX-2、紐澳軍團級 、高波級與薩克森級之類擁有MK-41垂直發射器但無神盾作戰系統的艦艇設計的版本，採用X波段單向資料練，由發射艦的X波段照明雷達進行上鏈傳輸，並省略飛彈的下鏈傳輸。
- RIM-162C

用於日本村雨級、加拿大哈里法克斯級這類使用MK-48垂直發射系統的艦艇，同樣採用X波段單向資料鏈。
- RIM-162D

則是為傳統MK-29發射器設計的版本，亦採用X波段單向資料鏈。

### Block 2
換裝與SM-6相同、由AIM-120C7空對空飛彈改良而來的主／被動雷達尋標器，並搭載與標準飛彈家族同樣的聯合通用波形資料鏈（JUWL），將同時擁有主動與被動雷達導引系統，換裝比Block 1大的10吋彈頭。應付低RCS目標或面對強烈電子干擾時，飛彈主／被動雷達尋標器的功率可能力有未逮，因此ESSM Block 2將與SM-6一樣，繼續保有半主動雷達導引模式。

## 使用國[8]
- 美国
- 加拿大
- 丹麦
- 德国
- 希腊
- 荷蘭
- 挪威
- 西班牙
- 土耳其
- 日本
- 阿联酋
- 泰國
- 墨西哥[9]
- 芬兰[10][11]

## 參閱
- AIM-7麻雀飛彈
- RIM-7海麻雀导弹
- 舰载垂直发射系统
- 半主動雷達導引
- 主動雷達導引

## 外部連結
- Designation Systems.net: Raytheon RIM-162 ESSM （页面存档备份，存于）
- Global Security.org: RIM-162 Evolved Sea Sparrow Missile (ESSM) （页面存档备份，存于）
- NATO SEASPARROW Project Office （页面存档备份，存于）
- NAMMO Raufoss - Nordic Ammunition Company （页面存档备份，存于）